# AAA ARENA TOUR 2014 -Gold Symphony-
『AAA ARENA TOUR 2014 -Gold Symphony-』（トリプルエー・アリーナ・ツアー・2014 ゴールド・シンフォニー）は、日本の音楽グループ・AAAが2015年2月25日にリリースした16作目の映像作品。

## 概要
- 2014年9月21日に横浜アリーナで行われたツアーライブ「AAA ARENA TOUR 2014 -Gold Symphony-」の映像である。
- オリコンDVD週間総合チャート、音楽チャート第1位。

## 収録映像曲

### DISC 1
1. Intro -GOLD SYMPHONY-
2. CALL
「AAA TOUR 2013 Eighth Wonder」以来の映像化。
3. SHOUT & SHAKE
初映像化。
4. MASK
初映像化。
5. MUSIC!!!
「AAA TOUR 2012 -777- TRIPLE SEVEN」以来の映像化。
6. CRAZY GONNA CRAZY
「AAA BUZZ COMMUNICATION TOUR 2011 DELUXE EDITION」以来の映像化。
7. さよならの前に
初映像化。
8. autumn orange
初映像化。
9. 恋音と雨空
「AAA TOUR 2013 Eighth Wonder」以来の映像化。
10. Next Stage
初映像化。
11. SHOW TIME
初映像化。
12. 風に薫る夏の記憶
初映像化。
13. V.O.L
初映像化。
14. PARTY IT UP
「AAA TOUR 2013 Eighth Wonder」以来の映像化。
15. 虹
「AAA TOUR 2013 Eighth Wonder」以来の映像化。
16. ウィーアー！ (ENCORE)
「AAA TOUR 2012 -777- TRIPLE SEVEN」以来の映像化。
17. Wake up! (ENCORE)
初映像化。
18. Special Medley(No cry No more〜Love Is In The Air〜Get チュー!〜"Q") (ENCORE)
19. ハリケーン・リリ、ボストン・マリ (ENCORE)
「AAA TOUR 2013 Eighth Wonder」以来の映像化。
20. Love (ENCORE)
初映像化。

### DISC 2
特典映像1
1. バックステージ・メイキング映像

特典映像2
1. MC集①
2. MC集②

特典映像3
1. Happy Birthday AAA (2014.9.14 in 福岡マリンメッセ)